# 6201 Ichiroshimizu
A 6201 Ichiroshimizu (ideiglenes jelöléssel 1993 HY) a Naprendszer kisbolygóövében található aszteroida. Endate, K. és Vatanabe Kazuró fedezte fel 1993. április 16-án.